# غانم غباش
غانم غباش هو منتج أفلام إماراتي وهو منتج أول فيلم خيال علمي إماراتي في العالم العربي بعنوان إيريالز (فيلم)، ومنتج فيلم الخيال العلمي الإماراتي أبناء شمسين.

## سيرته
غانم غباش هو نجل الصحفي الدكتور محمد عبيد غباش الذي كان رئيسًا لاتحاد الإمارات للشطرنج،  سُمي على اسم عمه غانم عبيد غباش الذي كان رئيسًا لاتحاد كرة القدم الإماراتي في السبعينيات، وكان يُعتبر من كبار المثقفين في الإمارات العربية المتحدة.
درس غانم صناعة الأفلام في جامعة كاليفورنيا في سان فرانسيسكو قبل أن يبدأ مسيرته المهنية كمنتج أفلام في مدينة دبي الإماراتية. أسس شركة "فات براذرز فليمز - (بالإنجليزية: Fat Brothers Films)‏" مع صديق طفولته مخرج الأفلام علي زيدي.

## أفلام
- 2013 - أبناء شمسين. (مُنتج)
- 2016 - إيريالز (فيلم). (مُنتج)

## وصلات خارجية
- غانم غباش في قاعدة بيانات الأفلام على الإنترنت